# سفارة زيمبابوي في روسيا
سفارة زيمبابوي في روسيا هي أرفع تمثيل دبلوماسي لدولة زيمبابوي لدى روسيا. تقع السفارة في موسكو وهي تهدف لتعزيز المصالح الزيمبابوية في روسيا.

## وصلات خارجية
- قائمة سفارات زيمبابوي
- قائمة السفارات في روسيا